# 科普蘭 (英國國會選區)
科普蘭（英語：Copeland），英國國會一自治市選區，包括英格蘭西北部坎布里亞郡科普蘭區的全部和阿勒代爾的南部。始於1983年。
在2017年以前，本區一直是工黨的根據地。自2005年起擔任本區議員的傑米·里德在2010年大選以46.0%得票率成功連任。里德於2015年大選再次成功連任。
傑米·里德於2016年12月宣佈辭任國會議員，並於2017年1月離任。2017年2月23日舉行補選，結果由保守黨勝出，是35年以來執政黨在補選，首次贏得反對黨的選區。